# Marie Hrdličková (politička)
Marie Hrdličková, provdaná Marie Foltýnová (* 10. září 1947), byla česká a československá politička a bezpartijní poslankyně Sněmovny národů Federálního shromáždění za normalizace.

## Biografie
K roku 1986 se profesně uvádí jako mechanička. Ve volbách roku 1986 zasedla do české části Sněmovny národů (volební obvod č. 58 - Uherské Hradiště, Jihomoravský kraj). Ve Federálním shromáždění setrvala do konce funkčního období, tedy do svobodných voleb roku 1990. Netýkal se jí proces kooptací do Federálního shromáždění po sametové revoluci.